# Telefoni bianchi
Telefoni bianchi é um filme italiano de 1976, dirigido por Dino Risi.

## Sinopse
O filme conta a história de Marcella Valmarìn (Agostina Belli), uma jovem empregada de hotel, apaixonada pelo cinema nos tempos do fascismo. Marcella decide ir para Roma e tentar ser atriz, seduzida por um cliente que se faz passar por empresário e lhe garante ter um filme para ela. Acompanha-a o namorado Roberto Trevisàn (Cochi Ponzoni), a quem prometeu casar mal chegassem a Roma. Mas ao chegar à capital descobre que o suposto empresário é um bandido que acaba de ser preso. Começam as desventuras da jovem, com quem se aproveita da sua ingenuidade e da sua vontade de fazer tudo para ser atriz. Enganando o namorado com  o tenente Bruno (Renato Pozzetto), acaba por se tornar prostituta e mais tarde atriz de sucesso. Notar neste filme os extraordinários papéis interpretados por Vittorio Gassman e Ugo Tognazzi.

## Elenco
- Agostina Belli: Marcella Valmarín
- Cochi Ponzoni: Roberto Trevisan
- Maurizio Arena: Luciani
- William Berger: Franz
- Lino Toffolo: Gondrano
- Vittorio Gassman: Franco D’Enza
- Ugo Tognazzi: Adelmo
- Renato Pozzetto: tenente Bruni
- Giacomo Assandri:
- Dino Baldazzi: Benito Mussolini
- Paolo Baroni: Gabriellino